# سه‌کنجه‌خیز
سه‌کُنجه‌خیز، سه‌کوله‌خیز (نام علمی: Trapa) گیاهی است بومی نواحی گرم و معتدل اوراسیا و آفریقا.
سه‌کنجه‌خیز سرده‌ای است از سه‌کنجه‌خیزیان (Trapaceae) از راسته موردسانان.
سرده سه‌کنجه‌خیز حدود ۳۰ گونه آبزی یک‌ساله شناور دارد که برگ‌های آن‌ها یا پرمانند غوطه‌ور است با تقسیمات ریز که در طول ساقه قرار دارد یا شناور غیرمنقسم به صورت طوقه‌ای که در سطح آب قرار می‌گیرد؛ برگ‌های شناور آن‌ها تخم‌مرغی یا مثلث شکل با حاشیه دندانه‌ای ـ اره‌ای است و گل‌های آنها سفید و دارای چهار گلبرگ است که در اوایل بهار پدیدار می‌شود و گرده‌افشانی در آنها با حشرات انجام می‌شود.
سه‌کنجه‌خیزیان در آب‌های آرام تا عمق پنج متر می‌رویند و گل‌هایشان در اوایل تابستان آشکار می‌شود.

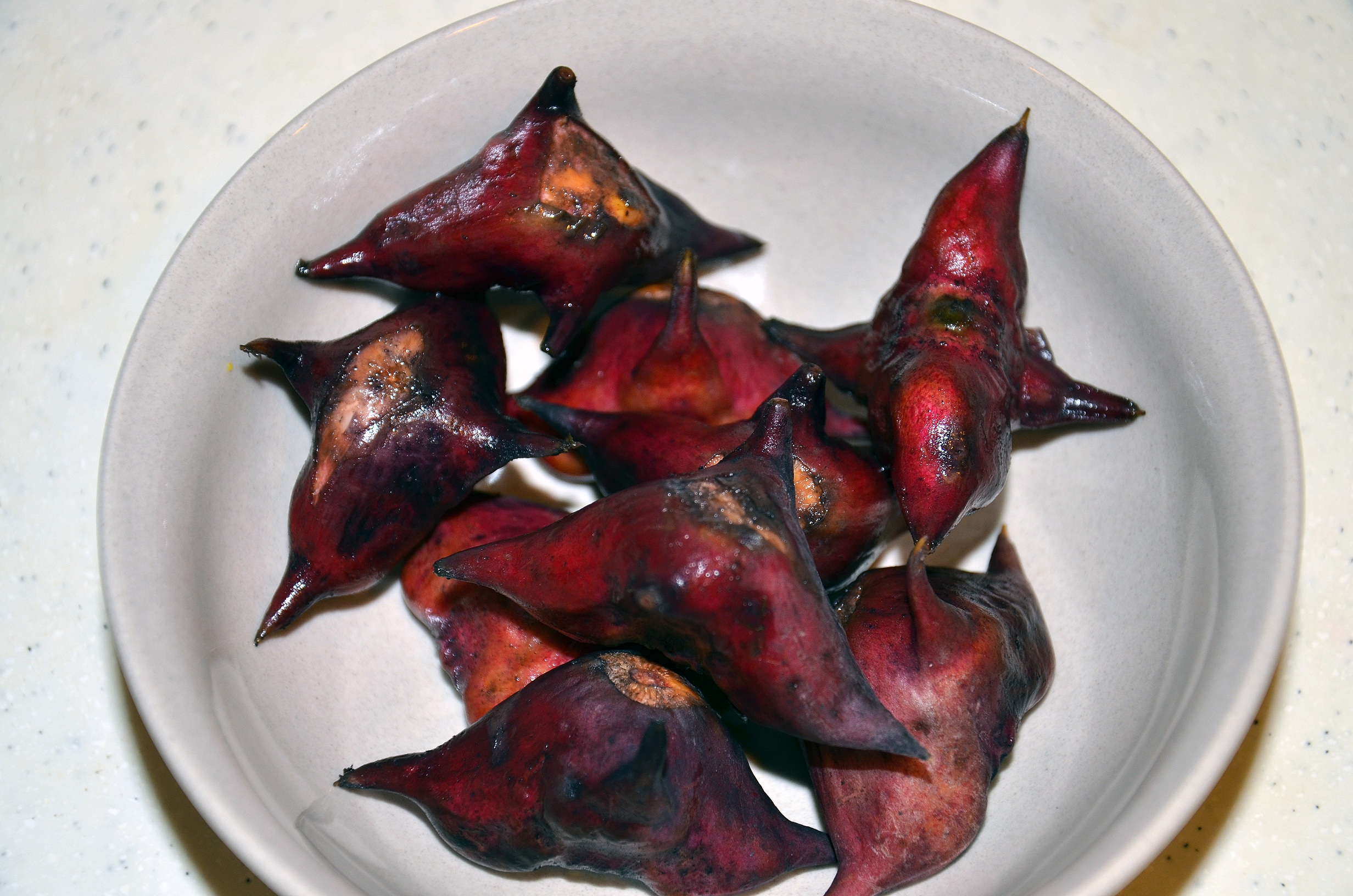
دانه‌های سه‌کنجه‌خیز.